# Сьюзен Келвін
Доктор Сьюзен Келвін (англ. Dr. Susan Calvin) — вигадана особа, персонаж з серії оповідань про роботів Айзека Азімова. Роботопсихолог корпорації «U.S. Robots and Mechanical Men, Inc.», найбільшого виробника роботів у 21 сторіччі.

## Про персонажа
Є головним героєм у багатьох оповіданнях книг «Я, робот» та «Все про роботів». Народилася 1982 року (тоді ж була заснована компанія «U.S. Robots and Mechanical Men, Inc.», 2003-го закінчила Колумбійський університет. Пройшовши аспірантуру в царині кібернетики, 2008 року прийнята на роботу «U.S. Robots» роботопсихологом (першим).
Айзек Азімов переважно описує Сьюзен Келвін як високоосвічену жінку, котра зосередилася на своїй роботі та є далекою від звичайних людських емоцій, мало що не «роботом» більшим, чим її механічні «пацієнти». Сьюзен поважає роботів значно більше, чим людей — у оповіданні «Доказ», відповідаючи на запитання «Наскільки роботи відрізняються від людей?», вона каже: — «Роботи є набагато достойнішими». У повістях Азімова мізантропія Келвін залишається непоясненою, у подальшій інтерпретації «Я, робот», адаптованого Гарланом Еллісоном, спеціально вводиться пояснення.
Померла доктор Келвін 2064 року, незабаром після відходу з «U.S. Robots and Mechanical Men, Inc.»

## На радіо та телебаченні, в інших літературних творах
На британському телебаченні роль Сьюзен Келвін виконували:
- Максін Одлі (Maxine Audley), адаптація «Загубився робот» для серіалу «Не з цього світу» («Out of This World»), 1962,
- Беатрікс Леманн (Beatrix Lehmann), «Пророк», 1967,
- Венді Гіффорд (Wendy Gifford) — «Брехун!», 1969, епізоди телесеріалу «Out of the Unknown»

На BBC Radio-4 Маргарет Робертсон виконувала роль Келвін в адаптації «Задоволення гарантоване».
У фільмі «Я, робот» роль доктора Келвін виконує Бріджет Мойнехен.
В СРСР було здійснено серію телеспектаклів «Цей фантастичний світ», в одному з епізодів по мотивам оповідання Азімова «Брехун!» роль Келвін виконала Наталія Назарова.
Артур Кларк пише про Сьюзен Келвін в романі «3001: Фінальна Одіссея» — вона з'являється як жіноча «рольова модель» у «битві розуму між людиною та машиною» разом з Адою Лавлейс та Ґрейс Гоппер.
Сьюзен Келвін згадується в ілюстрованих новелах «Безмертя наукової фантастики» (1980), Девід Вінгров (David Wingrove).